# Ryuchell
Ryūji Higa (比嘉 龍二 Higa Ryūji?, Ginowan, 29 de septiembre de 1995 – Shibuya, 12 de julio de 2023), persona conocida profesionalmente como Ryuchell (りゅうちぇる Ryūcheru?), fue una celebridad japonesa que se dedicaba al modelaje, a la música y al activismo. A mediados de los años 2010 ganó más fama por su modelaje en Harajuku y más adelante se convirtió en una de las figuras más influyentes de la moda genderless en Japón. En 2018 debutó en la música con su primera canción "Hands Up!! If You're Awesome."
En 2022, Ryuchell comenzó a defender los derechos de las personas del colectivo LGBTQ+ en la televisión japonesa. Esto, sumado al anuncio de Ryuchell de que había dejado de identificarse con una identidad de género masculina y de su divorcio lo expuso al escrutinio de los medios.

## Primeros años de vida
Ryuchell nació en Ginowan, Okinawa, el 29 de septiembre de 1995. La hermana mayor de Ryuchell era la cantante Chiharu Higa. Ryuchell también asistió a la misma escuela secundaria que el miembro de JO1, Sho Yonashiro, así como Tribe Kenta Kamiya y Rui Yonamine, miembros del grupo The Rampage from Exile Tribe.

## Carrera
Después de graduarse de la escuela secundaria, Ryuchell se mudó a Tokio y comenzó a trabajar en tiendas de ropa en Harajuku al mismo tiempo que modelaba. El 14 de febrero de 2018, Ryuchell debutó como cantante con su primera canción, "Hands Up!! If You're Awesome". Trabajó con la marca de maquillaje NYX Professional Makeup en el video musical. El 15 de agosto de 2018 lanzó su segunda canción, "Link", dedicada a su hijo.
Después de abandonar la música durante cuatro años, el 11 de enero de 2023 Ryuchell lanzó su segundo álbum, Time Machine, de forma independiente. Ryuchell describió la canción principal del álbum, "Never Say Never Again", como una serie de "melodías melancólicas" de los años ochenta y noventa. El video musical también fue filmado con la imagen de una "banda de rock linda de finales de los ochenta". Ryuchell se embarcó en una gira de febrero a marzo de 2023 en Tokio para promocionar el álbum.

## Imagen pública
En un principio Ryuchell escribía su nombre artístico en hiragana, pero comenzó a usar la versión romanizada en 2018 después de debutar como cantante. Ryuchell fue una de las figuras más influyentes de la moda genderless en Japón debido a su inclinación por la ropa andrógina y colorida. La moda de Ryuchell se vio muy influenciada por la moda de los Estados Unidos entre los años 1980 y 1990.
Ryuchell terminó convirtiéndose en una figura LGBT destacada en los principales medios de comunicación japoneses, haciendo apariciones regulares en programas de variedades y en eventos con temática LGBT en Japón. A medida que su popularidad creció, también fue víctima de numerosas campañas de acoso en las redes sociales japonesas que criticaban principalmente el divorcio de Ryuchell y su no conformidad de género.

## Vida personal
El 31 de diciembre de 2016 Ryuchell se casó con la modelo e influencer Peco. En julio de 2018, anunciaron el nacimiento de su hijo, llamado Link en honor a Link Larkin de Hairspray.
El 25 de agosto de 2022 Ryuchell anunció a través de Instagram que ya no consideraba su identidad de género como masculina dentro de su matrimonio y que preferiría que se le considerase como a una persona "compañera de vida" de Peco y que se le considere la persona guardiana de su hijo. Las agencias de Ryuchell y Peco confirmaron su divorcio, aunque en un inicio negaron que vivieran separados. En los meses posteriores al divorcio, Ryuchell hizo numerosas apariciones en programas de entrevistas japoneses defendiendo los derechos LGBT en Japón.[cita requerida]
Ryuchell participa en el Tokyo Rainbow Pride desde 2018.

## Muerte
El 12 de julio de 2023, el mánager de Ryuchell le encontró inconsciente en la oficina de una agencia de talentos ubicada en el barrio Sasazuka de Shibuya. Se declaró su muerte poco después, a los 27 años. Según la Policía Metropolitana de Tokio, se cree que la causa de la muerte fue suicidio.

## Filmografía

### Cine
| Año  | Título                                                         | Papel    | Notas          |
| ---- | -------------------------------------------------------------- | -------- | -------------- |
| 2019 | Crayon Shin-chan: Huracán de luna de miel ~El Hiroshi perdido~ | Ryuchell | Doblaje de voz |
| 2022 | Safe Word                                                      | Tsubaki  |                |

| Título                                  | Cadena de televisión | Notas                 |
| --------------------------------------- | -------------------- | --------------------- |
| Peke Pon                                | Televisión Fuji      | Apariciones repetidas |
| Yasashī Hitonara Tokeru Quiz Yasashī ne | Televisión Fuji      | Apariciones repetidas |

### Actuaciones sobre escenarios
| Año  | Título       | Notas |
| ---- | ------------ | ----- |
| 2015 | Arikanashika |       |

## Discografía

### Álbumes
| Título                        | Detalles | Mejor puesto | Ventas       |
| Título                        | Detalles | JPN          | Ventas       |
| ----------------------------- | --- | ------------ | ------------ |
| Super Candy Boy               | - Lanzamiento: 10 de abril de 2019 - Discográfica: Universal Music - Formato: CD, descarga digital Lista de temas 1. Super Candy Boy 2. Hands Up!! If You're Awesome 3. Ima Sugu Kiss Me 4. Link 5. Diversity Guys 6. Beautiful Dreamer 7. You Are My Love | 45           | - JPN: 1,146 |
| Time Machine (♡T愛me Ma心n♡?) | - Lanzamiento: 11 de enero de 2023 - Discográfica: TuneCore - Formato: descarga digital |              |              |